# Barrow Way

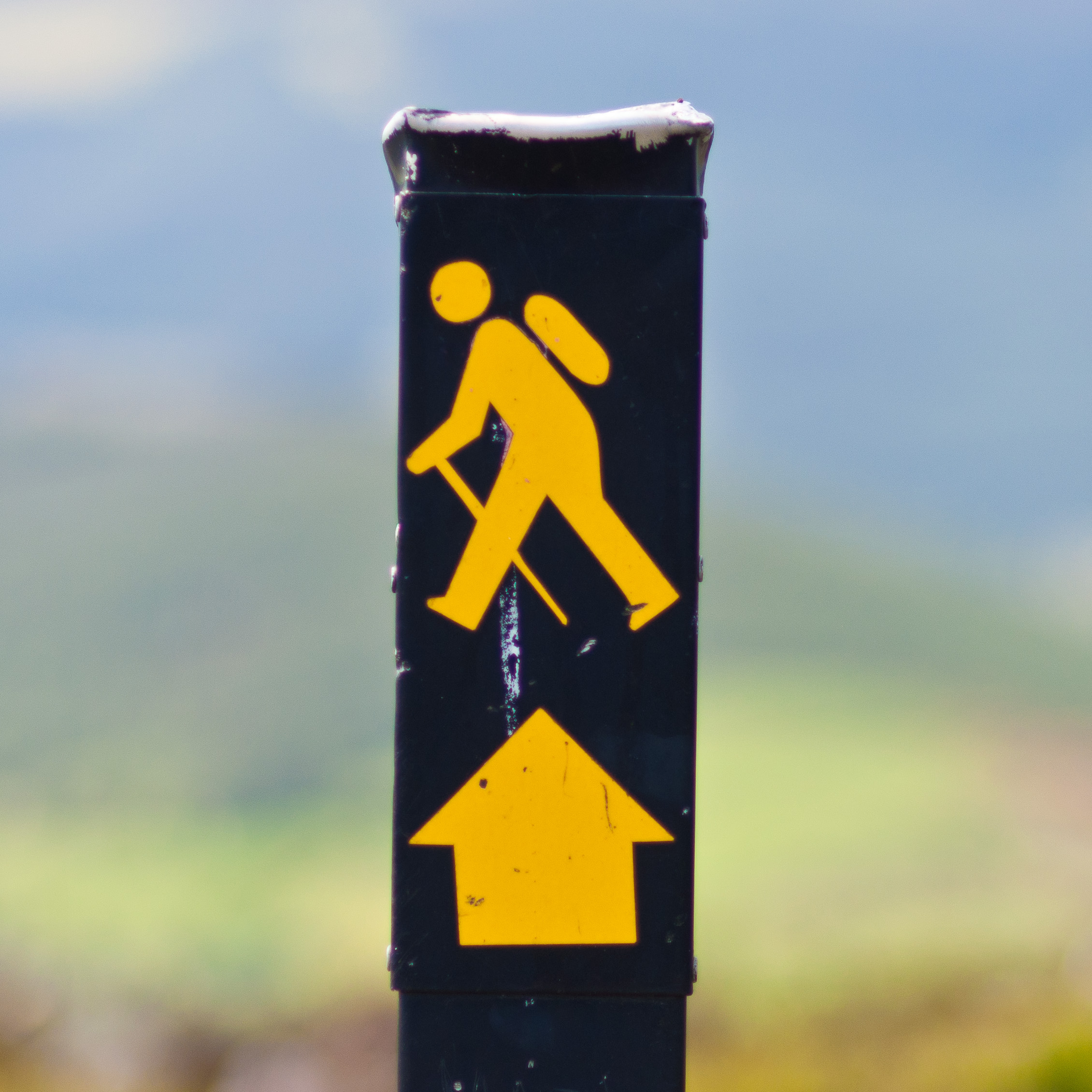
De "walking man" wegmarkering van de National Waymarked Trails in Ierland

De Barrow Way (Iers: Slí na Bearú) is een langeafstandswandelpad in Ierland. Het pad werd door het National Trails Office van de Ierse sportbond erkend als National Waymarked Trail en wordt beheerd door de Waterways Ireland. 
Het wandelpad is een rechtlijnig pad van ongeveer 114 kilometer lang en gaat door de graafschappen Carlow, Kildare en Laois. Het pad begint in Robertstown (County Kildare) en eindigt in St Mullin's (County Carlow). Het pad volgt de loop van de rivier Barrow en het Barrow Line Canal van het Grand Canal.

## Beschrijving
Het pad begint in Robertstown en volgt het Barrow Line Canal, een zijtak van het Grand Canal, tot aan Athy via de steden Rathangan en Monasterevin. De route van Robertstown naar Rathangan maakte ooit deel uit van de inmiddels verdwenen Kildare Way. In Athy komt het pad aan de rivier Barrow en volgt de oevers tot St Mullin's, waarbij het de steden Carlow, Leighlinbridge, Muine Bheag, Goresbridge, Borris en Graiguenamanagh passeert.
De Barrow Way sluit bij Robertstown aan op de Grand Canal Way. De route tussen Borris en Graiguenamanagh loopt gelijk met die van de South Leinster Way.